# 洛贝尔
洛贝尔（法語：Laubert，法語發音：[lobɛʁ]）是法国洛泽尔省的一个市镇，属于芒德区。

## 地理
洛贝尔（44°35'8"N, 3°38'25"E）面积14.28 平方千米，位于法国奧克西塔尼大區洛泽尔省，该省份为法国南部内陆省份，北起上盧瓦爾省和康塔爾省，西接阿韦龙省，南至加尔省，东临阿尔代什省。
与洛贝尔接壤的市镇（或旧市镇、城区）包括：朗东新堡、蒙贝勒、阿朗、珀卢斯、阿尔藏克德朗东。

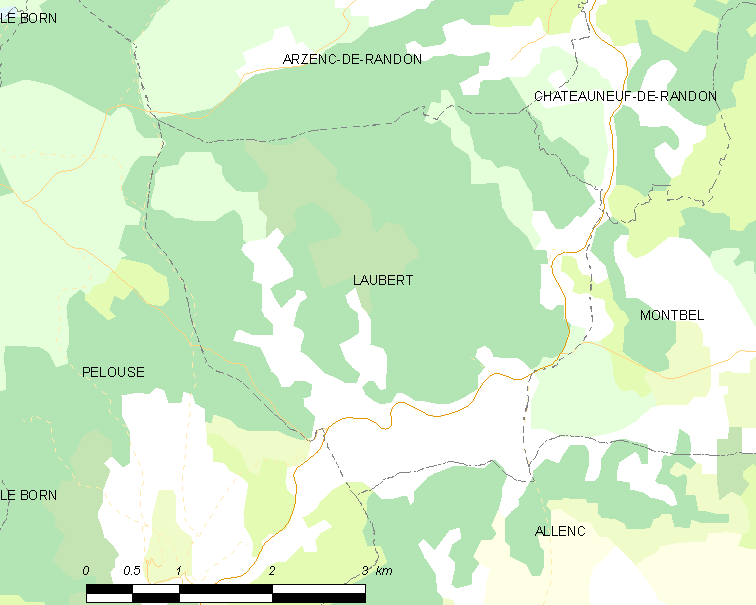
洛贝尔的OSM定位图

洛贝尔的时区为UTC+01:00、UTC+02:00（夏令时）。

## 行政
洛贝尔的邮政编码为48170，INSEE市镇编码为48082。

## 政治
洛贝尔所属的省级选区为格朗里约县。

## 人口

1962-2008年间洛贝尔人口变化图示

洛贝尔于2022年1月1日时的人口数量为102人。